# Heinz Gach
Heinz Gach (* 7. März 1947 in Mariahof) ist ein österreichischer Politiker (ÖVP). Gach ist seit 2005 Abgeordneter zum Steiermärkischen Landtag und von 1993 bis 2016 Landesjägermeister.

## Ausbildung und Beruf
Gach besuchte von 1953 bis 1961 die Volks- und Hauptschule in Zeltweg und erlernte im Anschluss von 1961 bis 1965 den Beruf des Maschinenschlossers in der ÖAMG Zeltweg. Parallel besuchte er die Berufsschule für Metallberufe in Zeltweg. Nach der Beendigung seiner Ausbildung absolvierte Gach von 1965 bis 1970 HTL Kapfenberg mit ausgezeichnetem Erfolg und war danach von 1970 bis 1975 als Konstrukteur für Maschinenbau in der ÖAMG/VOEST ALPINE tätig. Nebenberuflich absolvierte er zwischen 1971 und 1976 ein Studium des Montanmaschinenwesens an der Montanuniversität Leoben und schloss sein Studium mit dem akademischen Grad Dipl.-Ing. ab. 
Gach arbeitete von 1976 bis 1978 als Betriebsassistent der Zentralbetriebe in der VOEST ALPINE Zeltweg und war von 1978 bis 1985 deren Betriebsleiter. Zwischen 1985 und 1989 fungierte er als Produktionsleiter, wobei ihm 600 Mitarbeiter unterstanden. Im Jahr 1989 war Gach zunächst Verkaufsleiter der VOEST ALPINE Bergtechnik/Zeltweg (VAB) und wurde zudem Geschäftsführer der VOEST ALPINE Tunneltechnik/Düsseldorf (VATT), wobei er im Anschluss 1990 auch die Geschäftsbereichsleitung Technik der VAB übernahm. Ab 1993 war er Sprecher der Geschäftsführung VOEST ALPINE Geisert/Essen (VAG) und wickelte den Kauf und die Integration der VAG in die VATT neben seinem übrigen Tätigkeitsfeld ab. Gach stieg 1994 in den Vorstand der VAB auf. 
Gach agierte zwischen 1997 und 1999 als Sprecher des Vorstandes der TAMROCK VOEST ALPINE Bergtechnik in Zeltweg und war zwischen 2000 und 2005 als Sprecher der Geschäftsführung Leitinger Verwaltungs- und Beteiligungs-Ges.m.b.h. in Wernersdorf tätig. Er war zudem von 2003 bis 2005 Vorstandsvorsitzender der Leitinger Privatstiftung in Wernersdorf. Seit 2003 ist Gach  Geschäftsführer der holz.bau.forschungs ges.m.b.h. in Graz und Aufsichtsratsvorsitzender der Holzbeschaffungs- und Logistik-Ges.m.b.H. in Leoben. 2004 wurde er Obmann von proHolz Steiermark sowie Obmann-Stellvertreter von proHolz Austria und hat seit 2005 zudem die Funktion des Aufsichtsratsvorsitzenden im Holzcluster Steiermark inne.

## Politik
Gach ist seit 1975 Mitglied des Vorstandes der Zweigstelle Judenburg des Steirischen Jagdschutzvereines und wurde 1986 zum Obmann der Zweigstelle gewählt. Er war zwischen 1987 und 1990 Mitglied des Landesvorstandes und übernahm zwischen 1990 und 1993 die Funktion des 1. Vizepräsidenten des Steirischen Jagdschutzvereines. Nach seiner Wahl zum Landesjägermeister-Stellvertreter am 1. Juni 1993 wurde Gach am 7. September 1993 zum Landesjägermeister gewählt. Er vertritt die ÖVP seit 2005 im Landtag und hat die Rolle des Bereichssprechers für Industrie und Volkskultur im ÖVP-Landtagsklub inne. 
Am 9. Juni 1999 wurde Gach neuerlich zum Landesjägermeister gewählt. Am 31. Dezember 2016 legte Heinz Gach sein Amt als Landesjägermeister nieder.

## Privates
Gach ist verheiratet und Vater dreier Kinder. 